# Rimbach (Odenwald)
Rimbach este o comună din landul Hessa, Germania.